# أسامة نوري
أسامة نوري مواليد 17 مايو 1958 في العراق، هو لاعب كرة قدم عراقي سابق كان يلعب في مركز الدفاع، لعب في صفوف منتخب العراق لكرة القدم في دورة الألعاب الآسيوية 1982.